# Евпатор (царь Боспора)
Евпатор (Тиберий Юлий Евпатор Филоцезар Филоромей Эвсеб; др.-греч. Τιβέριος Ἰούλιος Εὐπάτωρ Φιλόκαισαρ Φιλορώμαιος Eὐσεβής) — царь Боспора в 154—174 (?) годах.

## Биография

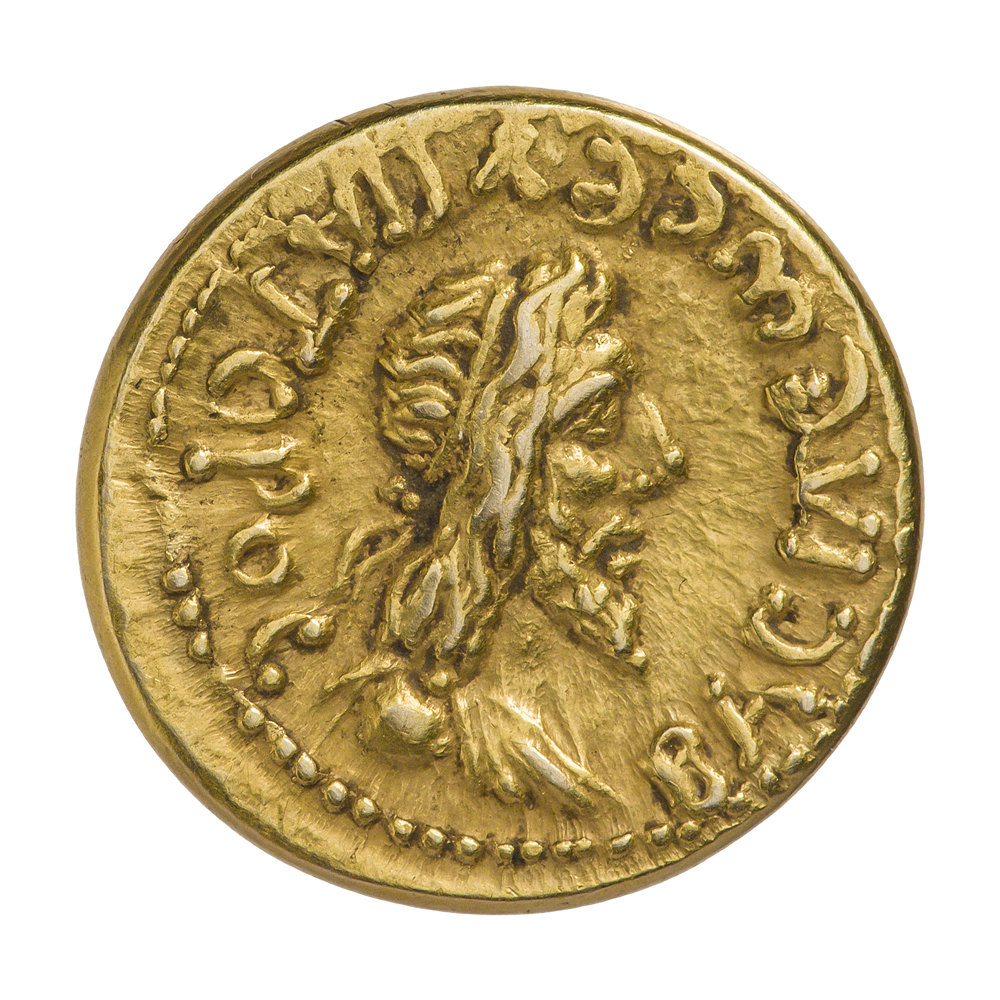
Монета Боспорского царства: статер Евпатора. Ок. 162 г. Аверс: круговая надпись ВАСIΛEωC EVПАТОРОС, бюст Евпатора вправо, точечный ободок.

Евпатор, сын царя Боспора Котиса II, происходил из династии Тибериев Юлиев. О дате его рождения сведений нет. Взял власть после смерти, предположительно, старшего брата Реметалка I в 154 году.
Во время владычества столкнулся с угрозой со стороны так называемых «поздних сарматов» — танаитов и асиев. Сначала Танаис, важный город Боспорского царства на севере Меотийского озера, подвергся разрушениям. Для восстановления позиций Боспорского царства Евпатор приложил немало дипломатических усилий, благодаря чему сарматы-танаиты перешли на его сторону.
Одновременно Евпатор пытался получить значительную поддержку со стороны Римской империи, оставаясь верным императорам Антонину Пию и Марку Аврелию. Однако, наверное, к городам Боспора римские отряды не прибыли. Есть упоминание у Лукиана в отношении посещения царём Евпатором римской провинции Вифиния и Понт.
В начале 170-х годов началось движение к западу от Танаиса сарматских племён, которые неоднократно атаковали земли Боспорского царства. Одновременно были атакованы границы Римской империи. Учитывая это, конец правления Евпатора доподлинно неизвестен: он датируется периодом между 171 и 174 годами. Предполагается, что он погиб в одной из битв с сарматами. В то же время между 170/171 и 173/174 годами прекращается боспорская монетная чеканка. По мнению ряда исследователей, это вызвано увеличением размеров трибута, который платил Боспор Риму в связи с финансовыми трудностями последнего.
Евпатору наследовал его племянник, сын Реметалка I Савромат II.
Гробница, случайно открытая в 1834 году на мысе Карантинный под Керчью, на городище Мирмекий, могла принадлежать, по мнению современных исследователей, Тиберию Юлию Евпатору (менее вероятно — его предшественнику на боспорском троне Реметалку I). В гробнице был найден Мирмекийский саркофаг, ныне находящийся в коллекции Эрмитажа. Ещё Г. И. Спасский в середине XIX века на основании утверждаемого им сходства изображений на саркофаге и на монетах царя Евпатора склонялся к тому, что в саркофаге из Мирмекия был похоронен именно Евпатор.